# Dapsa fodori
Dapsa fodori es una especie de coleóptero de la familia Endomychidae.

## Distribución geográfica
Habita en Hungría y Eslovaquia.